# Сан Донато (Перуђа)
Сан Донато је насеље у Италији у округу Перуђа, региону Умбрија.
Према процени из 2011. у насељу је живело 45 становника. Насеље се налази на надморској висини од 316 м.